# Chaponnay
Chaponnay es una comuna francesa situada en el departamento de Ródano, de la región de Auvernia-Ródano-Alpes.

## Demografía
| 1 147 | 1 242 | 1 454 | 2 706 | 2 913 | 3 317 | 3 472 | 3 869 | 4 098 |
| Para los censos de 1962 a 1999 la población legal corresponde a la población sin duplicidades (Fuente: INSEE [Consultar]) |       |       |       |       |       |       |       |       |